# Barbara Loden
Barbara Ann Loden (* 8. Juli 1932 in Marion, North Carolina; † 5. September 1980 in New York City, New York) war eine US-amerikanische Schauspielerin, Drehbuchautorin und Regisseurin.

## Leben
Barbara Loden, geboren 1932, arbeitete in den späten 1940er Jahren zuerst als Model und Tänzerin, ehe sie sich der Schauspielerei zuwandte und Mitglied des renommierten Actors Studio in New York wurde. Ihre erste nennenswerte Rolle hatte Loden 1956 in der Fernsehshow des Komikers Ernie Kovacs. Ihr Filmdebüt gab sie 1960 in einer Nebenrolle als Sekretärin von Montgomery Clifts Hauptfigur in Wilder Strom (1960) unter Regie von Elia Kazan. Im folgenden Jahr erhielt sie von Elia Kazan in Fieber im Blut eine etwas größere Rolle, hier verkörperte sie die Schwester von Warren Beattys Charakter. 1964 war sie am Broadway in der Uraufführung von Arthur Millers Stück After the Fall unter Kazans Regie zu sehen und gewann für ihren Auftritt den Tony Award. 1967 heiratete sie Kazan und bekam mit ihm einen Sohn namens Leo. Aus einer früheren Ehe in den 1950er-Jahren mit dem Fernsehproduzenten Laurence Joachim († 2013) hatte Loden noch einen weiteren Sohn, den Folksänger Marco Joachim.
Nach ihrer Heirat mit Kazan zog sich Loden weitgehend von der Schauspielerei zurück, entwickelte aber stattdessen Pläne, selbst als Regisseurin zu arbeiten. Das Ergebnis war 1970 der sozialkritische Film Wanda, bei dem sie als Drehbuchautorin, Regisseurin und Hauptdarstellerin fungierte. Der für nur knapp über 100.000 US-Dollar gedrehte Wanda gewann unter anderem bei den Filmfestspielen von Venedig den Pasinetti-Preis für den besten ausländischen Film, gilt inzwischen als Klassiker und wurde 2017 in das National Film Registry aufgenommen. Nach Wanda wurde sie oft als weiblicher Gegenpart zu John Cassavetes im amerikanischen Kino gefeiert, trotzdem konnte sie anschließend nur noch zwei Kurzfilme im Jahr 1975 verwirklichen. Sie unterrichtete in den 1970ern vor allem Schauspielschüler und führte bei Theaterproduktionen am Off-Broadway-Regie. Sie schrieb allerdings weiter Drehbücher und hatte Ideen für neue Filme. Ende der 1970er-Jahre begann sie die Arbeiten zu einer Verfilmung von Kate Chopins Roman Das Erwachen, konnte sie vor ihrem Tod aber nicht mehr verwirklichen.
1978 wurde bei Barbara Loden Brustkrebs diagnostiziert, an welchem sie zwei Jahre später starb. Zum Zeitpunkt ihres Todes lebte sie von Kazan getrennt, die anlaufende Scheidung war allerdings wegen ihrer Krebserkrankung aufgehalten worden.

## Filmografie
Als Schauspielerin
- 1956: The Ernie Kovacs Show (Fernsehserie)
- 1957: Studio One (Fernsehserie, 1 Folge)
- 1960: Wilder Strom (Wild River)
- 1961: Fieber im Blut (Splendor in the Grass)
- 1962: Alcoa Premiere (Fernsehserie, 1 Folge)
- 1962: Gnadenlose Stadt (Naked City; Fernsehserie, 1 Folge)
- 1963: Kraft Television Theatre (Fernsehserie, 1 Folge)
- 1966: The Glass Menagerie (Fernsehfilm)
- 1968: Fade-In (Fernsehfilm)

Als Regisseurin
- 1970: Wanda (Langspielfilm, auch Schauspielerin und Drehbuchautorin)
- 1975: The Frontier Experience (Kurzfilm, auch Schauspielerin und Produzentin)
- 1975: The Boy Who Liked Deer (Kurzfilm, auch Produzentin)